# ポプリ

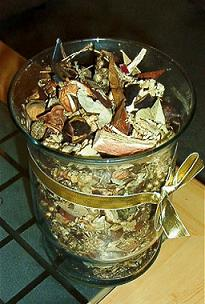
ガラス瓶に入ったポプリ

ポプリ（フランス語: pot-pourri）は、花や葉・香草（ハーブ）、香辛料（スパイス）、木の実、果物の皮や苔、精油またはポプリオイルなどの香料を混ぜあわせて容器に入れ熟成させて作る室内香のひとつ。語源はフランス語で「ごった煮料理」を意味したpot pourri（直訳=「腐った鍋」）で、多様な材料を混ぜてつぼに入れて作ったことに由来する。
日本には、カナダのL・M・モンゴメリ作の小説『赤毛のアン』シリーズの『アンの友達』の中で、村岡花子が「雑香」と訳したことで紹介されたとされる。
主流なポプリには次の2種類がある。
ドライポプリ
すべての材料を乾燥させて作る。英国風のポプリ。
モイストポプリ
生乾きの材料に塩（または粗塩）を加え保存処理をして作る。フランス風のポプリ。モイストポプリは古代エジプト時代から作られていたという説もある。

## ポプリの主な材料

### 花や実

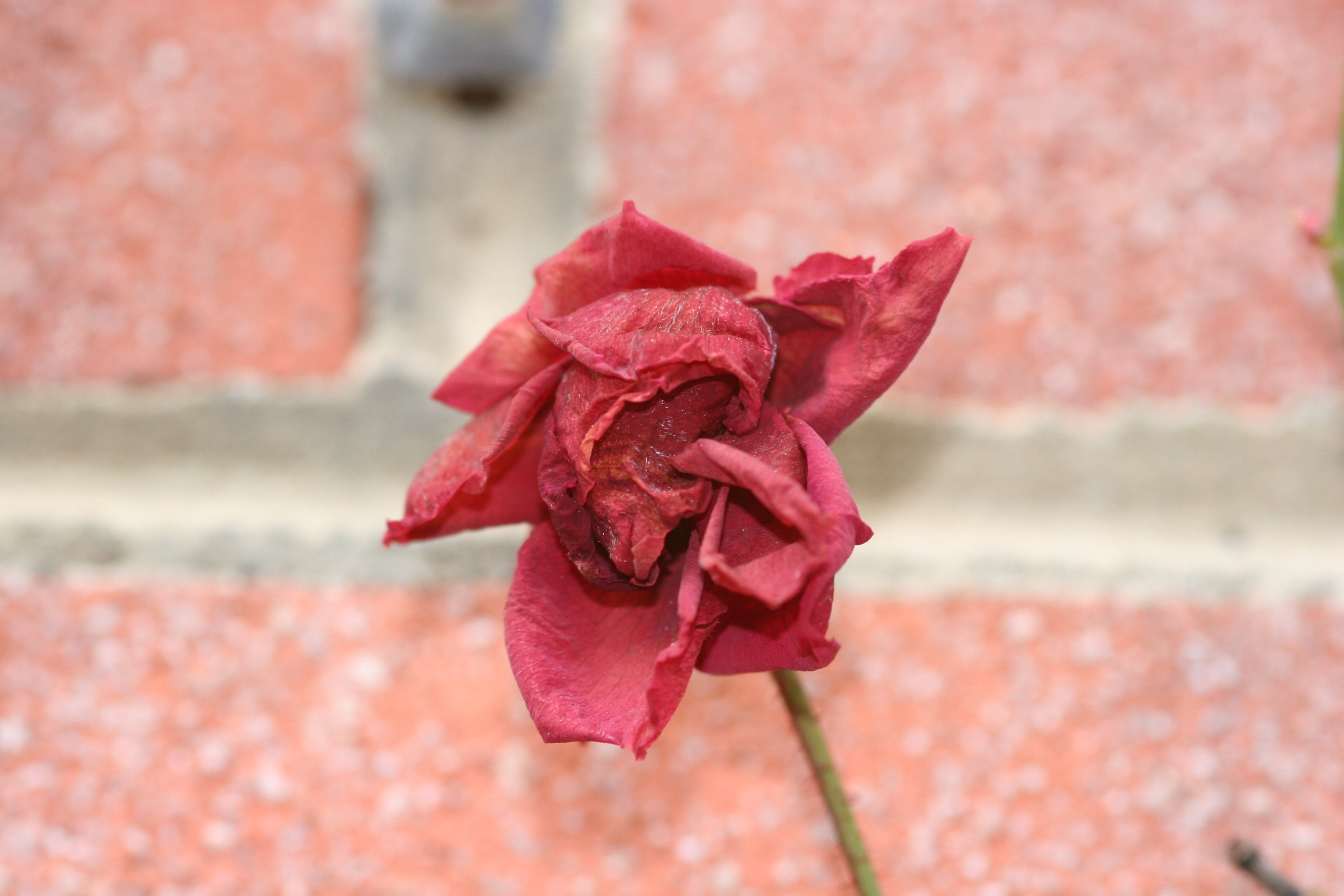
乾燥したバラの花

- バラ、ラベンダー、キク、モクセイ、クローバーなど乾いても香りの残る花。
- ミモザ、カーネーション、タンポポ、アネモネ、パンジー、シクラメン、リンドウなど彩りに使う花。
- 花の綿毛、ドングリなどの木の実。

### ハーブや葉
- ミント、バジル、セージ、タイムなどのハーブ類。
- シダ、ヨモギ、ショウブ、クス、オレンジ、ミカン、スギなどの葉。

### 果物の皮
- レモン、オレンジ、ライム、リンゴなど。

### 香辛料
- クローブ、シナモン、ナツメグ、バニラ、八角など。

### 木
- ビャクダン、スギ、ヒノキ、鉛筆などの木片。

### 根
- ベチバー、オリスルート、カラマス（ショウブ根）など。

### 樹脂
- 乳香、没薬、安息香など。

### オイル
- 精油（エッセンシャルオイル）またはポプリ用に調香したポプリオイル。

## 一般的なポプリの材料の調合割合
- 主材料 - 花、葉 - 1カップ
- 副材料 - 香辛料、ハーブ、果物の皮など - 1/2カップ
- 保留剤 - オリスルート、粗塩、木。根など - 大さじ1
- オイル - 1–2滴